# Izzat Ibrahim al-Dúri
Izzat Ibráhím al-Dúri (arabul عزة ابراهيم الدوري; Tikrit, 1942. július 1. – 2020. október 26.) iraki katonatiszt és politikus, a Forradalmi Parancsnoki Tanács alelnökeként Szaddám Huszein iraki elnök politikai helyettese 1979-től a rendszer bukásáig, a 2003-as amerikai inváziótól haláláig az illegalitásban működő Baasz Párt iraki szárnyának legfőbb vezetője.

## Pályafutása

### A Huszein-rendszer idején
Al-Dúri, Huszein és Taha Jászin Ramadán későbbi iraki alelnök mellett egyik kulcsfigurája volt a Baasz Párt 1968-as vértelen puccsának, mely eredményeképp megdöntötték Abd ar-Rahmán Árif elnök kormányát. Irak új államfője Ahmed Haszan al-Bakr lett. Huszein 1979-es hatalomra jutása után al-Dúrit nevezték ki a Forradalmi Parancsnoki Tanács alelnökévé (az elnöki pozíciót ex officio Huszein töltötte be az államfői funkcióval párhuzamban).

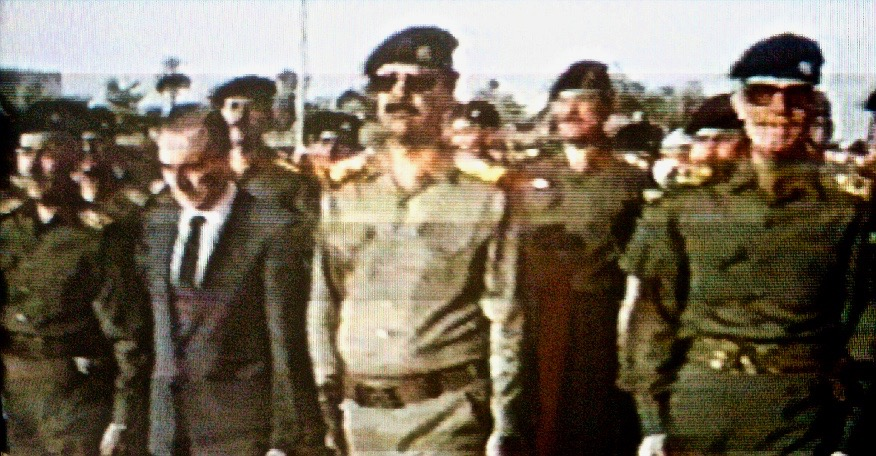
Al-Dúri (jobbra) Michel Aflaq pánarab filozófus és politikus temetésén 1989-ben

Huszein uralma alatt végig befolyásos pozícióban maradt, a mozgalmon belül is sikerült felküzdenie magát közvetlenül az elnök mögé, amikor az iraki Baasz Párt Regionális Parancsnokságának titkárhelyettese lett 1991-ben, Ramadánt váltva, aki az iraki alelnöki székbe távozott. Rövid időre rokonságba is került a Huszein-családdal, amikor az elnök idősebb fia, Udaj Huszein feleségül vette al-Dúri lányát, de a házasság hamarosan válással végződött a Huszein-fiú kicsapongó életvitele és erőszakos viselkedése miatt. Al-Dúri 1988. november 22-én túlélt egy merényletet, amikor látogatást tett Kerbelában.
Egyes értesülések szerint al-Dúri régóta leukémiában szenved, hat hónaponként vértranszfúzión esik át. 1999-ben kezelésre Bécsbe utazott. Az akkori ausztriai politikai ellenzék követelte az iraki politikus letartóztatását háborús bűnökkel vádolva, de az osztrák kormány lehetőséget adott al-Dúrinek az ország elhagyására.

### A 2003-as amerikai invázió után
A 2003. március 20-án megkezdett amerikaiak által vezetett koalíciós támadás elsöpörte a Huszein-kormányzatot. Bagdad eleste után al-Dúri elbujdosott, így ő volt a legjelentősebb, a Huszein-rezsimben politikai pozíciót betöltő személy, akinek sikerült elrejtőznie és elkerülnie a letartóztatást. Arcképe szerepelt az amerikai által kiadott, körözött személyek arcképével megjelent kártyajátékokon. Kivégzéséig Huszein maradt az illegalitásba vonuló Baasz Párt de jure vezetője, de a tényleges vezetés Huszein letartóztatása és bebörtönzése miatt már ekkor al-Dúrira hárult. 2007. január 3-án, néhány nappal mentora kivégzése után hivatalosan is átvette a párt irányítását. Amerikai illetékesek feltételezése szerint al-Dúrinek nagy szerepe volt az amerikai kormányzat által támogatott új iraki kormány elleni támadásokban, zavarkeltésekben, amely az egész régiót destabilizálta. Al-Dúri vezetése alatt a Baasz Párt egy platformra került az olyan iszlám fundamentalista szervezetekkel, mint az Al-Kaida helyi sejtje, vagy az Iraki Iszlám Állam Abu Abdullah al-Rásid al-Bagdadi vezetésével, amelyből később kinőtte magát az Iraki és Levantei Iszlám Állam (ISIS) nevű terrorszervezet.
Egy 2008-as interjú során al-Dúri részletesen megosztotta politikai credo-ját, amikor azt mondta, hogy "bármely tárgyalás kezdeményezését a megszállókkal dezertálásnak és árulásnak tekint, amelyet elutasítanak az ellenállás pánarab és iszlamista csoportjai." Al-Dúri a követelte többek között a "fegyveres és passzív nemzeti ellenállás" hivatalos elismerését, mint az iraki nép egyetlen legitim képviseletét; az amerikai "megszálló csapatok" azonnali kivonását; a hatalomátvétel után hozott törvények visszavonását és a Baasz Párt joggyakorlatának azonnali visszaállítását; az iraki nép elleni "razziák, bűnvádi eljárások, letartóztatások, gyilkosságok és deportálások" beszüntetését; a hadifoglyok haladéktalan kiengedését; valamint az iraki nép kárpótlását a megszállással járó "anyagi és erkölcsi veszteségekért".
Jelentések szerint al-Dúrit nevezték ki a Naqshbandi Hadsereg, valamint a Dzsihád és Felszabadítás nevű szúfista lázadószervezetek vezetőjének. 2009-ben David Petraeus, az Amerikai Egyesült Államok Központi Parancsnokságának (USCENTCOM) akkori parancsnoka közölte az al-Arabíja újságíróival, hogy tudomásuk szerint al-Dúri Szíriában tartózkodik.
A 2000-es évek folyamán a Baasz Párton belüli rivalizálásokról is érkezett jelentés, amely szerint al-Dúri legfőbb vetélytársa Mohamed Júnisz al-Ahmed lett. Huszein halála után a két katonatiszt között kenyértörésre került sor, amelynek során al-Ahmedet és 150 társát kizárták a pártból. Válaszul al-Ahmed frakciója is kizárta al-Dúrit és követőit, amely pártszakadáshoz vezetett 2007 elején. A polgárháború előtt al-Ahmed a szíriai Bassár el-Aszad-rezsimre kívánt támaszkodni, al-Dúrivel ellentétben, aki nem bízott Szíriában, mivel az közeli kapcsolatokat ápolt a síita Iránnal.

### Aktivizálódás
2011. november 10-én egy al-Dúrinak tulajdonított videófelvétel került nyilvánosságra, amelyben erősen elítélte a Baasz Párt feltételezett tagjait érintő letartóztatási hullámot. Létéről az amerikai invázió óta első vizuális bizonyíték 2012. április 7-én került elő, amikor egy világhálóra feltöltött videóban beszédet intézett az iraki néphez. A felvétel ellenére az iraki miniszterelnök személyes tanácsadója kétségbe vonta, hogy al-Dúri valóban Irakban tartózkodik, ugyanis betegségei miatt rendszeres orvosi vizsgálatokra szorul. Egy iraki parlamenti képviselő közlése szerint al-Dúri ekkoriban Katarban tartózkodott (ha ez az információ megfelel a valóságnak, valószínűleg a szíriai polgárháború eszkalálódása miatt távozhatott az öböl-menti országba, ahogyan azt a Hamász száműzetésben élő politikai vezetői is tették).
2013. január 5-én újabb videót jelentetett meg egy YouTube-csatornán, ahol üdvözölte a Núri el-Máliki miniszterelnök elleni szunnita felkeléseket és tüntetéseket Ninive és Anbár kormányzóságokban. Al-Dúri azt mondta, hogy "Irak népe és az összes nacionalista és iszlamista szervezet támogatja az el-Máliki mögött álló Szafavida-perzsa koalíció elleni felkelést". A 70 éves al-Dúri, aki egy asztal mögött ülve, háttérben a Huszein-rendszer csillagos zászlajával mondta el beszédét, ugyanebben a videóban kijelentette, hogy valahol a Bábil kormányzóság területén tartózkodik. Órákkal a felvétel megjelentetése után az iraki katonai hírszerzés letartóztatta al-Dúri unokaöccsét, Abdul Rahmán Mohamed Ibrahimt Szaláh ed-Dín kormányzóságban. 2013 áprilisában iraki kormányilletékesek közölték, hogy al-Dúri nyomában vannak, aki feltehetőleg a szunniták lakta térségben tartózkodik szülőhelye, Tikrit közelében.
2014 júniusában az Iraki és Levantei Iszlám Állam (ISIS) általános támadást indított az iraki kormány ellen, amely során jelentős területeket hódítottak el az ország északi területén, beleértve két jelentős várost, Tikritet, és Moszult. A jelentések szerint az Abu Bakr al-Bagdadi „emír” vezette erőknek a Baasz Párt és szövetségeseinek segítségével sikerült ily jelentős területeket rövid időn belül kiszakítania Irakból. A korábbi riválisok, al-Dúri és al-Ahmed is az ISIS oldalára állt, akik félretették egymással szembeni ellenséges érzületüket és az ISIS rendelkezésére bocsátották csapataikat. A megszállt területeken a Baasz Párt nevezhette ki Moszul és Tikrit kormányzóit, bizonyítva, hogy a Huszein-rendszer egykori katonatisztjei szorosan együttműködnek az immár kalifa címet felvevő és az Irak területén az Iszlám Államot megalapító Bagdadival.

## Halála
2015. április 17-én, a jelentések szerint, az iraki kormányerők ellen vívott harcban életét veszítette Hemreenben, közel az Al-Alaas olajmezőkhöz, Tikrittől keletre. Az iraki biztonsági egységek és a velük szövetségben harcoló síita milíciák tüzet nyitottak az al-Dúrit szállító autókonvojra, amelynek következtében kilenc testőrével együtt megölték. Haidar al-Básri tábornok, az iraki hadsereg egy magas rangú tagja az állami televízióban jelentette be al-Dúri és embereinek halálát. Az Asa'ib Ahl al-Haq nevű síita paramilitáris csoport magára vállalta al-Dúri megölését és közölték, a holttestet Bagdadba kívánják szállítani a személyazonosság meghatározásának céljából. A síita szervezetek már a szállítás előtt, április 19-én elvégezték a DNS-vizsgálatot, amelyek állításuk szerint megerősítették, hogy valóban al-Dúrit sikerült likvidálniuk. A holttest április 20-án érkezett meg a fővárosba, egy nappal később ott is mintát vettek. Rád el-Dzsabúri, a Szaláh ed-Dín kormányzóság kormányzója szerint al-Dúri volt az "ISIS kiagyalója", akinek halála hatással lesz a terroristaszervezet további működésére is.